# Brandon Wallace
Brandon Tavares Wallace, znany jako Brandon Wallace (ur. 14 marca 1985 w Statesboro w stanie Georgia) – amerykański koszykarz występujący na pozycji silnego skrzydłowego.

## Życiorys
W 2003 został wybrany najlepszym zawodnikiem szkół średnich stanu Karolina Południowa (South Carolina Gatorade Player of the Year, South Carolina Mr. Basketball).
Brandon Wallace w latach 2003-2007 był koszykarzem Uniwersytetu South Carolina. Potem został zaproszony do udziału w Lidze Letniej NBA w zespole Boston Celtics. Po rozegraniu zaledwie jednego spotkania, podpisał 2-letni kontrakt z zespołem. 18 grudnia 2007 został jednak zwolniony, mimo że nie zagrał żadnego spotkania w najlepszej lidze świata. Sezon dokończył na zapleczu NBA, w D-League, grając w zespołach Los Angeles D-Fenders, Iowa Energy oraz Utah Flash. Sezon 2008-2009 rozpoczął w Turcji, w zespole Mersin Buyuksehir Belediyesi. 8 grudnia 2008 przeniósł się do Polski, podpisał kontrakt z występującym w PLK zespołem, Basketem Kwidzyn. W sezonie 2008/2009 wystąpił także w Meczu Gwiazd PLK oraz towarzyszącym mu konkursie wsadów. Sezon 2009/2010 zaczął w Izraelu, w zespole Hapoel Holon, jednak ponownie w późniejszej części rozgrywek przeniósł się do Polski. 11 grudnia 2009 podpisał kontrakt z wicemistrzem kraju, Turowem Zgorzelec.

## Osiągnięcia
Stan na 11 lutego 2018, na podstawie, o ile nie zaznaczono inaczej.
NCAA
- Mistrz turnieju National Invitation Tournament (NIT – 2005, 2006)
- Uczestnik turnieju NCAA (2004)

Indywidualne
- Uczestnik:
  - meczu gwiazd PLK (2009)
  - konkursu wsadów PLK (2009)

## Statystyki podczas występów w PLK
| Sezon     | Drużyna                 | M  | S5 | MPG  | FG%   | 3P%   | FT%   | RPG | APG | SPG | BPG | PPG |
| --------- | ----------------------- | -- | -- | ---- | ----- | ----- | ----- | --- | --- | --- | --- | --- |
| 2008/2009 | Bank BPS Basket Kwidzyn | 16 | 13 | 19,3 | 61,4% | 35,3% | 66,7% | 5,9 | 1,2 | 1,1 | 0,7 | 8,1 |
| 2009/2010 | PGE Turów Zgorzelec     | 21 | 10 | 23,2 | 42,5% | 19,6% | 64,3% | 7,1 | 1,1 | 0,6 | 1,3 | 6,5 |